# Megalopolis (album)
Megalopolis è un'opera rock di Herbert Pagani del 1973, presentata al Festival dei Due Mondi di Spoleto, ispirata al libro Medioevo prossimo venturo di Roberto Vacca ambientata nell'anno 1999 in una città indefinita.

## Descrizione
Tratta di un mondo che si sta estinguendo a causa dell'inquinamento: c'è quindi una guerra e una resurrezione finale, bellissima e gioiosa, con l'indimenticabile brano "Le printemps d'après la fin du monde". L'opera ebbe problemi serissimi di censura in quanto conteneva anche un dialogo tra il Papa e le anime dei morti ebrei sterminati durante l'olocausto dai nazisti. Si è sempre detto e pensato (forse a torto) che il Papa di allora Pio XII non avesse fatto abbastanza per aiutare il popolo perseguitato.
Herbert Pagani pubblicò l'opera, un doppio LP, in lingua francese nel 1972 per l'etichetta Pathé. L'album in italiano fu pubblicato, in versione ridotta, dall'etichetta Mama all'inizio del 1973. All'opera collaborarono inoltre, Ivan Graziani, Lombardi, Moraschi, Vastano tra gli italiani. Altri collaboratori per musiche e testi Kermoal, Dejacques, Vannier.

## Tracce
1. Preludio – 3:30 (Gianfranco Lombardi, Raymond Vastano, Herbert Pagani)
2. Un'Arca Di Tipo Noè – 2:58 (Herbert Pagani, Ivan Graziani)
3. Serenata – 3:55 (Gianfranco Lombardi, Herbert Pagani)
4. Zero In Cucina Dieci In Amore – 2:34 (Herbert Pagani)
5. Doccia A Due – 3:50 (Herbert Pagani, Ivan Graziani)
6. Ragazza Madre, Ragazzo Padre – 2:30 (Herbert Pagani, Ivan Graziani)
7. Da Noi – 4:22 (Raymond Vastano, Herbert Pagani)
8. Vola La Colomba – 2:40 (Gianfranco Lombardi, Herbert Pagani)
9. Megalopolis – 18:00 (Gianfranco Lombardi, Beppe Moraschi, Herbert Pagani)
10. La Sagra Della Primavera – 3:00 (Gianfranco Lombardi, Herbert Pagani)